# Fredrik Bajer
Fredrik Bajer (Vesteregede, 21. travnja 1837. – Kopenhagen, 22. siječnja 1922.), danski političar i pisac.
Bio je liberal i gorljivi pobornik pacifizma. Godine 1882. osnovao je Dansko društvo za mir, a 1891. godine Međunarodni mirovni ured u Bernu. Godine 1908. dobio sa Šveđaninom Arnoldsonom Nobelovu nagradu za mir. 